# Krocień

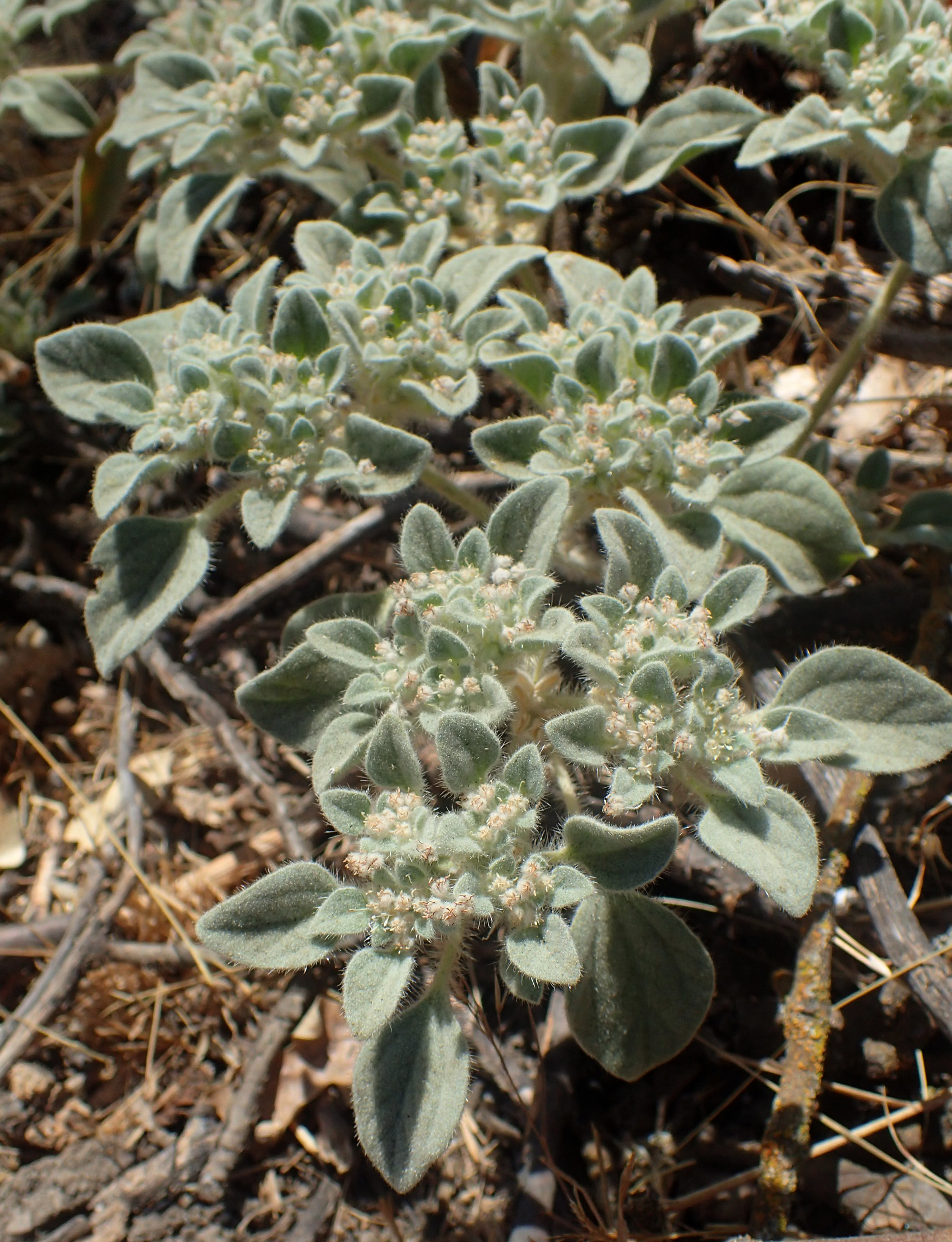
Croton setigerus

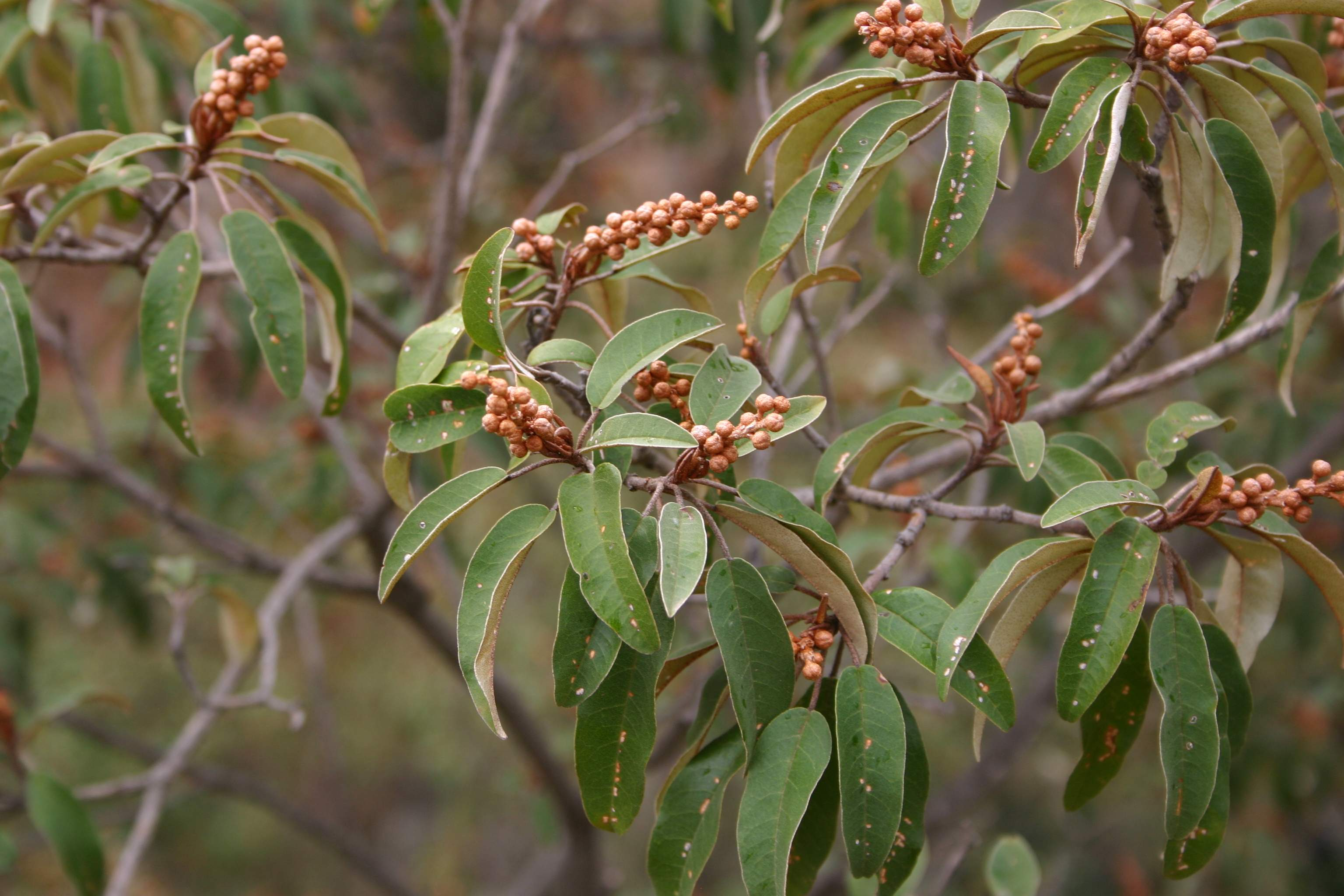
Croton gratissimus

Krocień, kroton (Croton) – rodzaj roślin z rodziny wilczomleczowatych. Należy do niego około 700 do ok. 1,1–1,3 tysiąca gatunków. Rośliny te są rozprzestrzenione na wszystkich kontynentach strefy międzyzwrotnikowej (w tropikach jest najbardziej zróżnicowany, zwłaszcza w Ameryce Środkowej i Południowej), najdalej na północ sięgając strefy umiarkowanej w Ameryce Północnej (po północną część Stanów Zjednoczonych), a na południu obejmując północną część Chile i Argentyny oraz południową Afrykę. W USA rośnie 31 gatunków, w Chinach 23, w Australii 30, na Madagaskarze 150, a w pozostałej części Afryki – 50.
Liczne gatunki wykorzystywane są jako rośliny lecznicze, ale też niektóre gatunki są bardzo trujące dla człowieka. Krocień przeczyszczający C. tiglium dostarcza oleju krotonowego, będącego jedną z najsilniejszych substancji o działaniu przeczyszczającym (stosowany jest głównie w weterynarii). Jego maksymalna dawka dla człowieka wynosi 0,5 g tj. jedną kroplę. Olej ten działa także silnie drażniąco na skórę i zawiera kokarcynogeny – związki wzmacniające działanie substancji rakotwórczych. Jako lek przeciwwrzodowy stosuje się Croton stellatopilosus. Niektóre gatunki stosowane są do wyrobu substancji owadobójczych (np. Croton texensis). Gatunki drzewiaste wykorzystywane są jako rośliny cieniodajne i źródło cenionego surowca drzewnego (np. Croton megalocarpus). Rośliny różnych siedlisk, często suchych. Niektóre gatunki to reofity (rosnące w rzekach).
Nazwa „kroton” jest myląca, ponieważ stosowana jest również w odniesieniu do trójskrzyna pstrego (kodieum pstrego) – rośliny z innego rodzaju, choć także z rodziny wilczomleczowatych.

## Morfologia
PokrójRośliny o bardzo zróżnicowanym wyglądzie – od zielnych (jednorocznych i bylin), poprzez półkrzewy, krzewy po okazałe drzewa. Rośliny te zwykle pokryte są gwiazdkowatymi włoskami, czasem łuskowatymi. Rośliny zawierają zwykle przejrzysty, czasem czerwieniejący sok mleczny (czerwony, twardniejący po wyschnięciu i zwany „smoczą krwią” w przypadku Croton draco i Croton echinocarpus).
LiścieZimozielone, półzimozielone lub opadające w porze suchej, wyrastające na pędzie skrętolegle, rzadko naprzeciwległe lub niemal okółkowe. Przylistki obecne lub nie. Liście zwykle ogonkowe, rzadziej siedzące. Blaszka liści pojedyncza, rzadko klapowana, całobrzega lub karbowana, ząbkowana lub piłkowana.
KwiatyJednopłciowe lub obupłciowe (rośliny bywają jednopienne i dwupienne). Kwiaty wyrastają skupione w rozwijające się na szczytach pędu lub w kątach liści kwiatostany wiechowate, groniaste i kłosokształtne, zwykle ze szczytowo położonym kwiatem żeńskim i niżej rozwijającymi się w skupieniach kwiatami męskimi. Kwiaty męskie zwykle z 5 wolnymi działkami i 5 mniejszymi od nich lub podobnej wielkości płatkami korony. Pręcików o wolnych nitkach jest 10 do 20. Kwiaty żeńskie mają także zwykle 5 działek, ale węższych niż w kwiatach męskich. Płatków też zwykle jest 5, ale są one zawsze zredukowane, czasem zupełnie. Zalążnia jest trójkomorowa, z pojedynczymi zalążkami w komorach, z trzema szyjkami słupka na końcu rozwidlonymi, czasem kilkukrotnie.
OwoceTorebki rozpadające się na trzy, dwuklapowe części, czasem mięsiste i wówczas jagodopodobne lub przypominające pestkowce. Nasiona różnego kształtu z osnówką.

## Systematyka
Rodzaj Croton należy do plemienia Crotoneae, podrodziny Crotonoideae, rodziny wilczomleczowatych.
W wyniku analiz molekularnych wyodrębniono grupę kilkunastu gatunków jako osobny rodzaj Astraea Klotzsch, natomiast potwierdzono zagnieżdżenie w obrębie tego rodzaju dawniej opisywanych osobno rodzajów Crotonopsis Michaux, Eremocarpus Bentham, Julocroton Martius (obecnie stanowią sekcje w obrębie Croton). W obrębie rodzaju wyróżnia się 31 sekcji.